# Cathédrale de Gloucester
Pour les articles homonymes, voir Gloucester (homonymie).
La cathédrale de Gloucester se situe au nord-ouest de Gloucester en Angleterre.

## Histoire
Elle a été construite sur les fondations d'une abbaye dédiée à saint Pierre en 681. Aujourd'hui, elle est dédiée à saint Pierre et la Trinité. C'est là que sont enterrés le roi Édouard II et Gautier de Lacy.
La structure actuelle est en grande partie le résultat des aménagements entrepris au XIVe siècle par l'abbé bénédictin normand Serlo et par ses successeurs qui adoptèrent très vite le gothique perpendiculaire, décorèrent transept et chœur sous les auspices royaux et grâce aux dons des pèlerins qu'attiraient en ces lieux le tombeau d'Édouard II, assassiné en 1327 au château de Berkeley, à quelques kilomètres de là.
Le roi Henri III y fut couronné une première fois le 28 octobre 1216 (la seconde fois en l'abbaye de Westminster le 17 mai 1220).

## Architecture

### Bâtiment principal

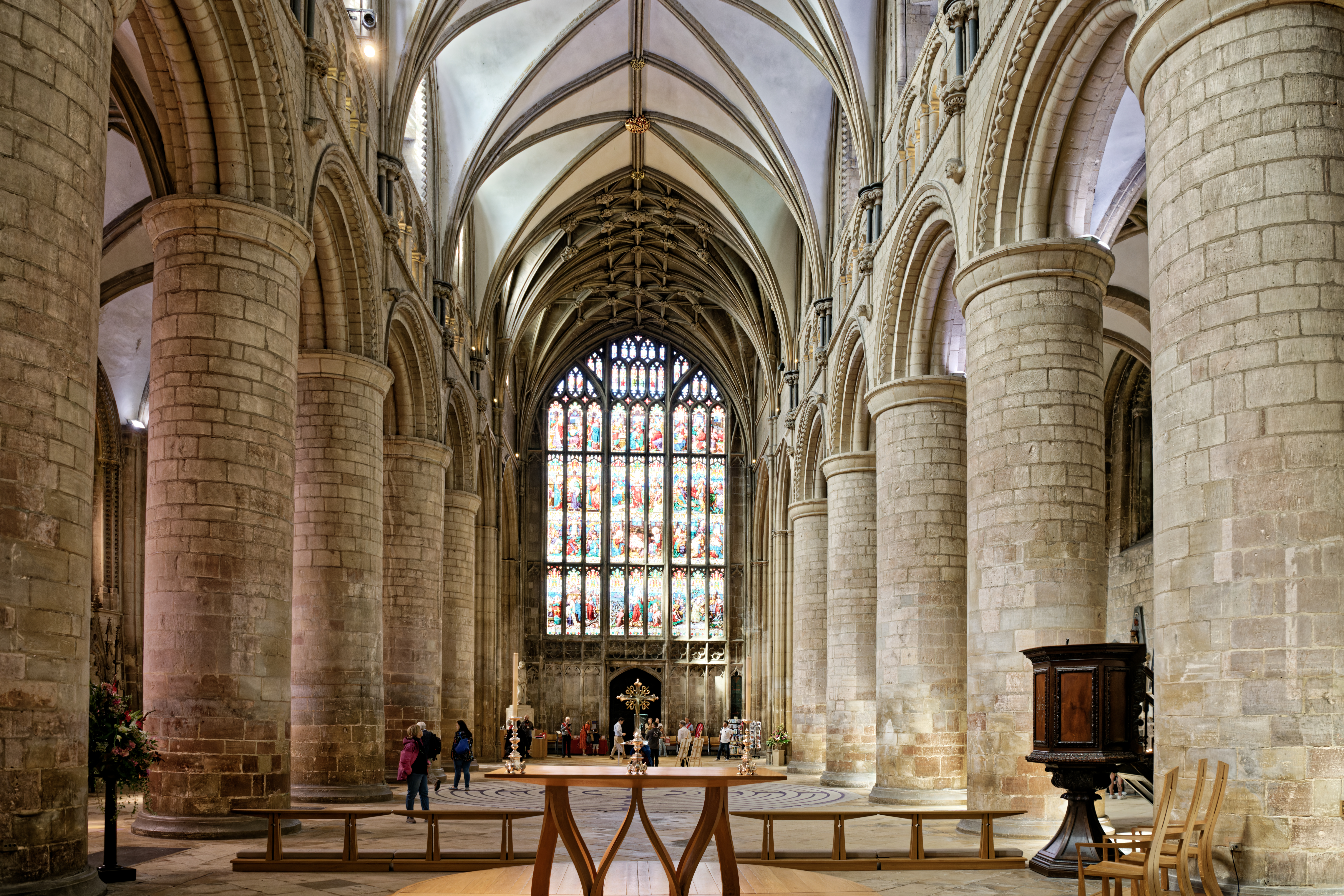
La nef romane, vue de l'est.

La cathédrale se compose d'une nef romane, avec des ajouts dans tous les styles de l'architecture gothique. Elle mesure 130 m de long et 44 m de large, avec une tour centrale du XVe siècle s'élevant à 69 m de haut, surmontée de quatre délicats pinacles.
La crypte, la nef et la salle capitulaire datent de la fin du XIe siècle. La crypte est l'une des quatre cathédrales absidiales d'Angleterre, les autres se trouvant à Worcester, Winchester et Canterbury. La nef a été commencée en 1089. L'église était en grande partie achevée en 1100. Les tours occidentales ont été ajoutées au début du XIIe siècle. La tour sud s'est effondrée vers 1165.
En 1222, un incendie endommage la charpente du toit et plusieurs bâtiments monastiques. Pour réparer les dégâts et moderniser le style architectural, une ambitieuse campagne de construction est lancée, comprenant la réfection de la nef dans le style anglais primitif (achevée en 1243), la construction de la tour centrale (commencée en 1237), la reconstruction de la tour sud effondrée (achevée en 1246) et la reconstruction du réfectoire.
Le bas-côté sud fut reconstruit entre 1318 et 1329. Le monument le plus remarquable est le sanctuaire à baldaquin d'Édouard II d'Angleterre, assassiné au château voisin de Berkeley en 1327. Les pèlerinages vers le tombeau apportèrent un afflux d'argent considérable, permettant la reconstruction et la redécoration du transept sud (1329-1337), du transept nord (1368-1373) et du chœur (1350-1377). Les murs du chœur normand sont gainés de remplages perpendiculaires. La multiplication des nervures, des liernes et des bossages dans la voûte du chœur est particulièrement riche.

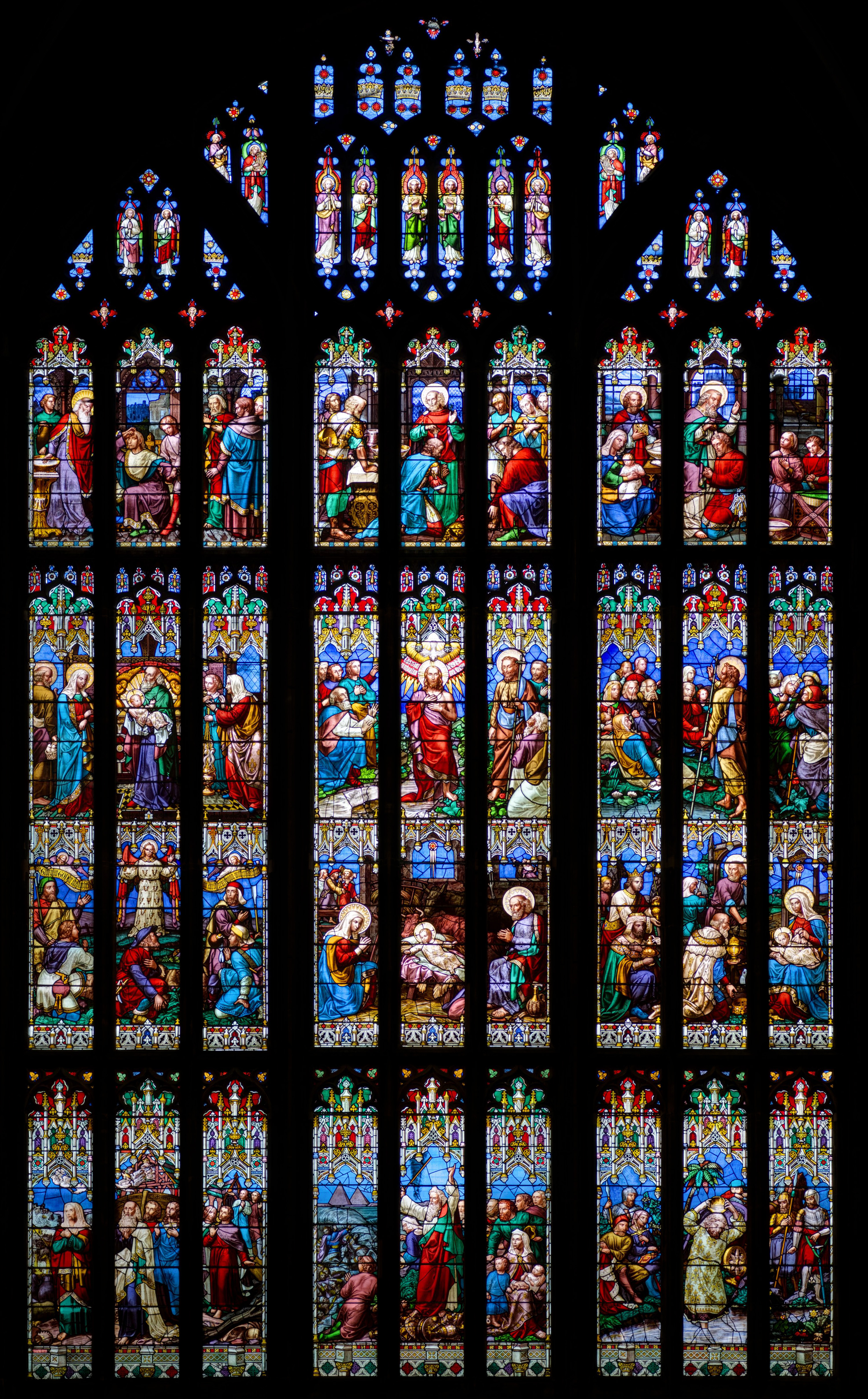
Le grand vitrail ouest.

Le grand vitrail oriental, de style décoré tardif, est en partie constitué de vitraux médiévaux subsistants. Lorsqu'il fut achevé en 1350, il s'agissait du plus grand vitrail existant. On dit qu'un vitrail représente les premières images du jeu de golf : celui-ci date de 1350, plus de trois siècles avant la première image de golf en Écosse. Une autre image, sculptée sur une miséricorde, montre des jeunes gens jouant à un jeu de balle, ce qui a été suggéré comme l'une des premières images d'une forme de « football » médiéval.
Entre les chapelles de l'abside se trouve une chapelle de la Vierge en forme de croix, et au nord de la nef se trouvent les cloîtres, et au sud des carrels ou stalles pour l'étude et l'écriture des moines. Dans une chapelle latérale se trouve un monument en chêne coloré de Robert Courteheuse, fils aîné de Guillaume le Conquérant et grand bienfaiteur de l'abbaye, qui y fut enterré. Les monuments de William Warburton (évêque de Gloucester) et Edward Jenner (médecin) méritent également d'être mentionnés. Le couronnement d' Henri III est commémoré dans un vitrail sur le bas-côté sud.
La cathédrale fut entièrement restaurée entre 1873 et 1897 par George Gilbert Scott. La cathédrale possède quarante-six miséricordes du XIVe siècle et douze de remplacement du XIXe siècle, par Gilbert Scott. Les deux types présentent un large éventail de sujets : mythologie, événements quotidiens, symbolisme religieux et folklore.

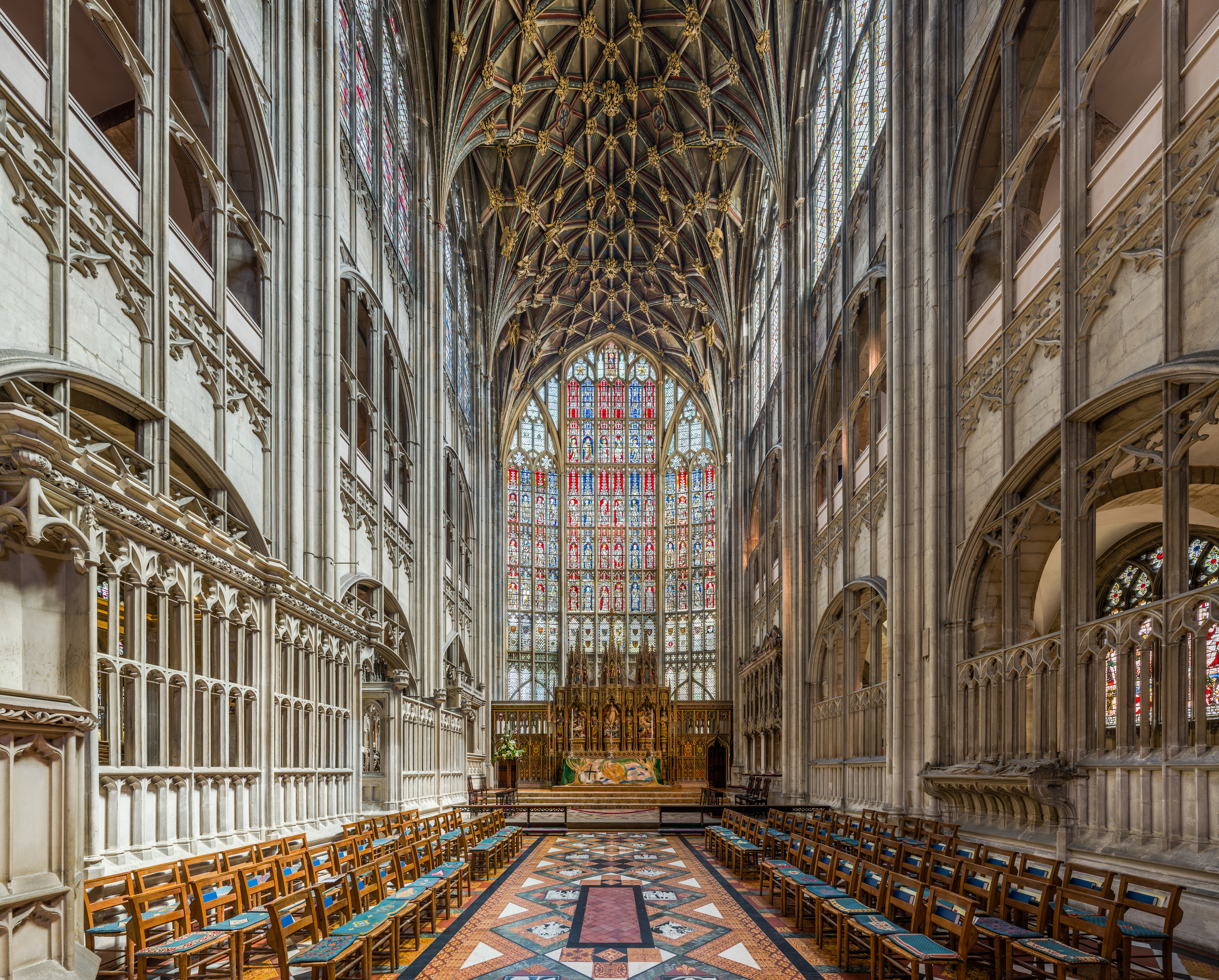
Le chœur avec le grand vitrail oriental. En 1350, lors de son installation, c'était le plus grand vitrail du monde.
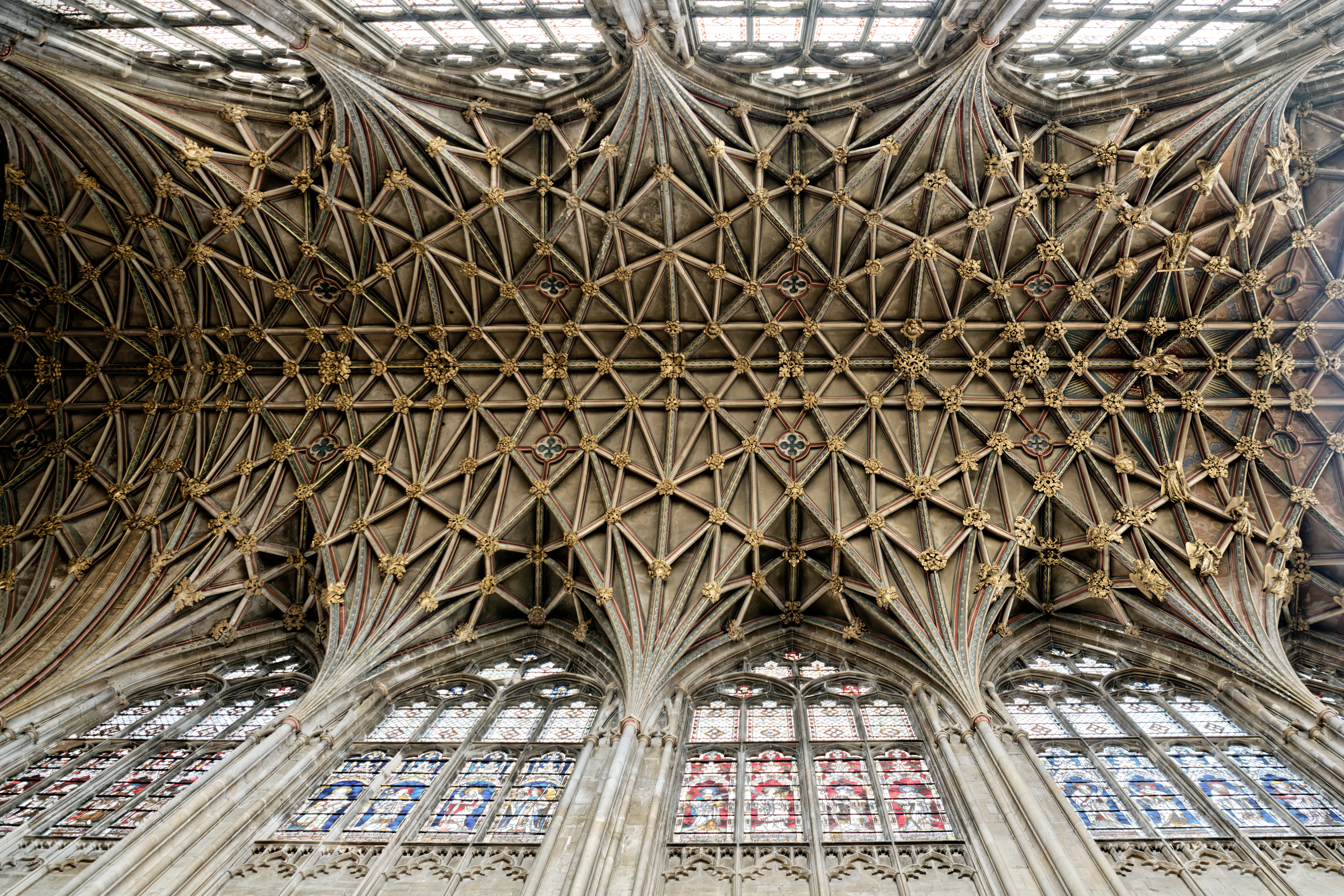
Le plafond voûté du chœur.
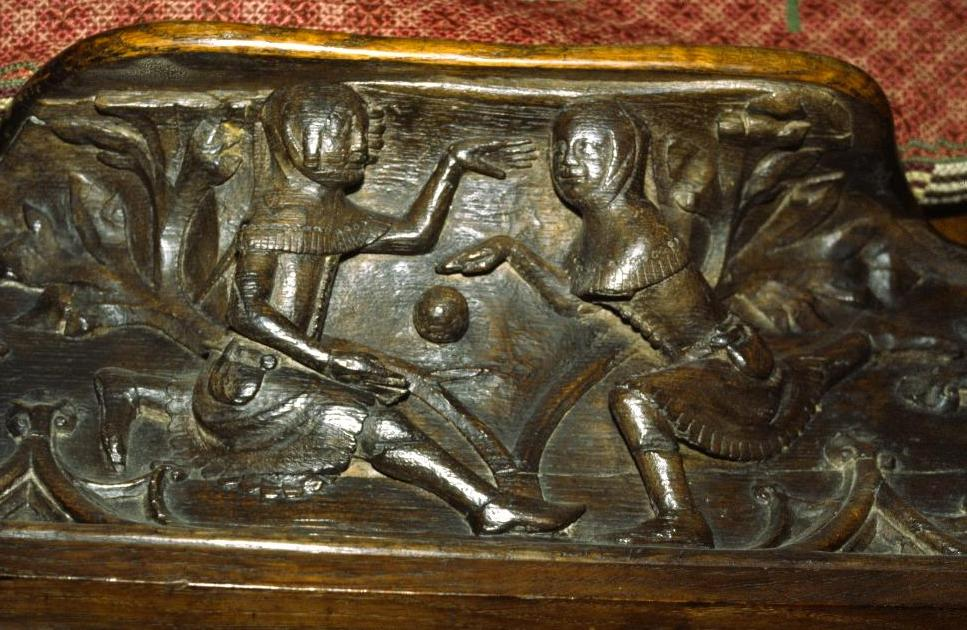
Jeu de balle : sculpture sur une miséricorde.

### Cloîtres et autres structures de l'enclos
Les cloîtres de Gloucester sont les plus anciens cloîtres voûtés en éventail encore existants en Angleterre, conçus entre 1351 et 1377 par Thomas de Cantebrugge. La cathédrale elle-même suggère qu'ils constituent « le premier et le meilleur exemple de voûte en éventail au monde ».
Les cloîtres se trouvent au nord de la cathédrale et, avec les enceintes de la cathédrale au nord et à l'est, contiennent un certain nombre de bâtiments classés. Le Grand Cloître lui-même est classé au grade I, comme le sont aussi le Petit Cloître et la maison du Petit Cloître, les vestiges d'un réservoir dans le coin nord-ouest du Grand Cloître et un passage du cloître à l'ancienne Infirmerie, les vestiges de l'infirmerie elle-même, et le mur d'enceinte nord.
Les autres structures majeures de l'enceinte sont la salle capitulaire, le Trésor et la bibliothèque. Elles datent initialement du XIe siècle, bien qu'elles aient subi d'importantes reconstructions au cours des siècles suivants. Ces deux bâtiments sont classés au patrimoine mondial. Le Trésor jouxte la cathédrale principale sur son côté nord, avec la bibliothèque au-dessus, et la salle capitulaire jouxte le Trésor,.
D'autres structures dans l'enceinte font désormais partie de la King's School de Gloucester, notamment : les vestiges du logement de l'abbé et de Dulverton House, tous deux classés Grade II, ainsi que le gymnase, Dulverton House Coachhouse, Wardle House, Palace Cottage et un ensemble de balustrades entourant une aire de jeux, tous classés Grade II,,,,,,.

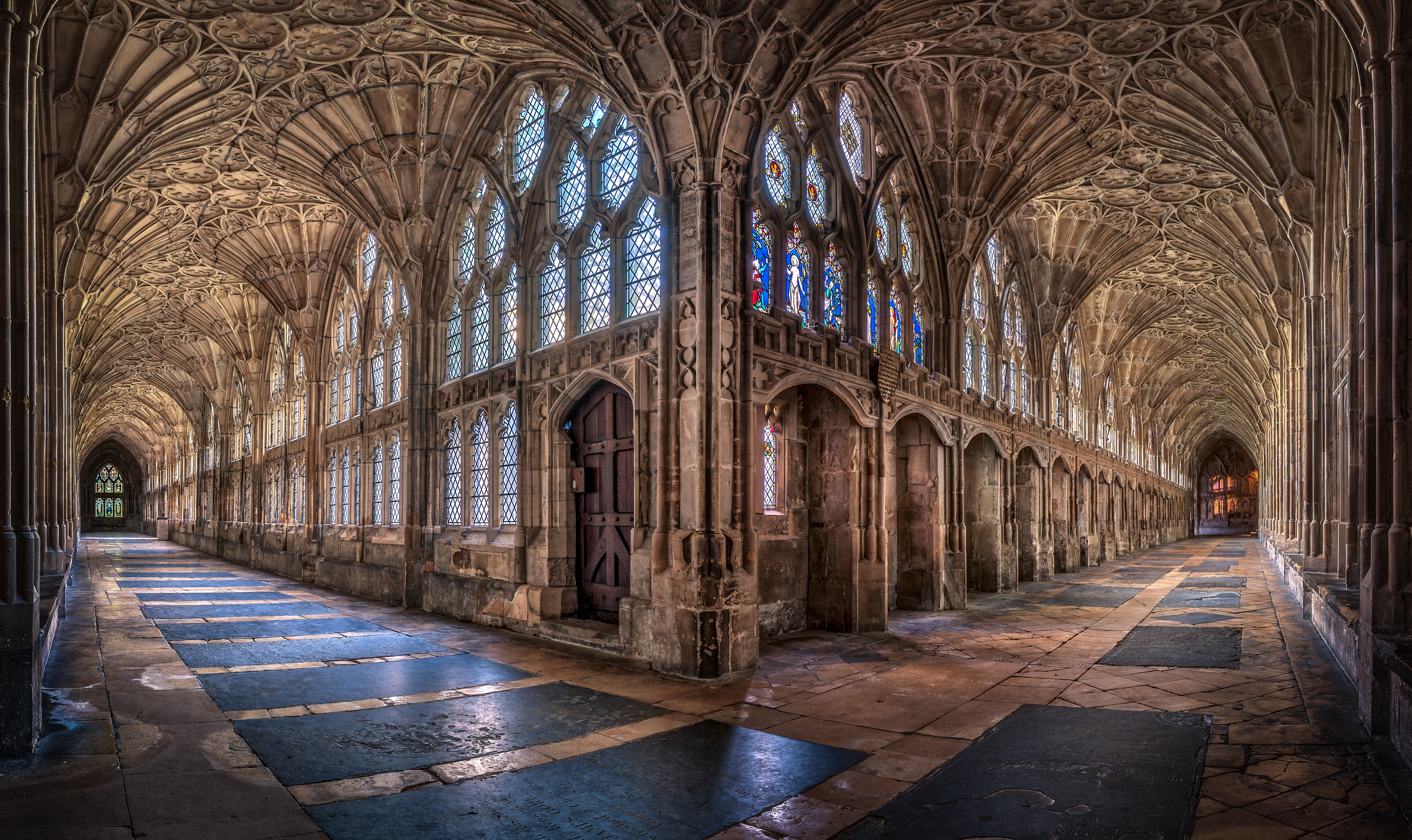
Le Grand Cloître.
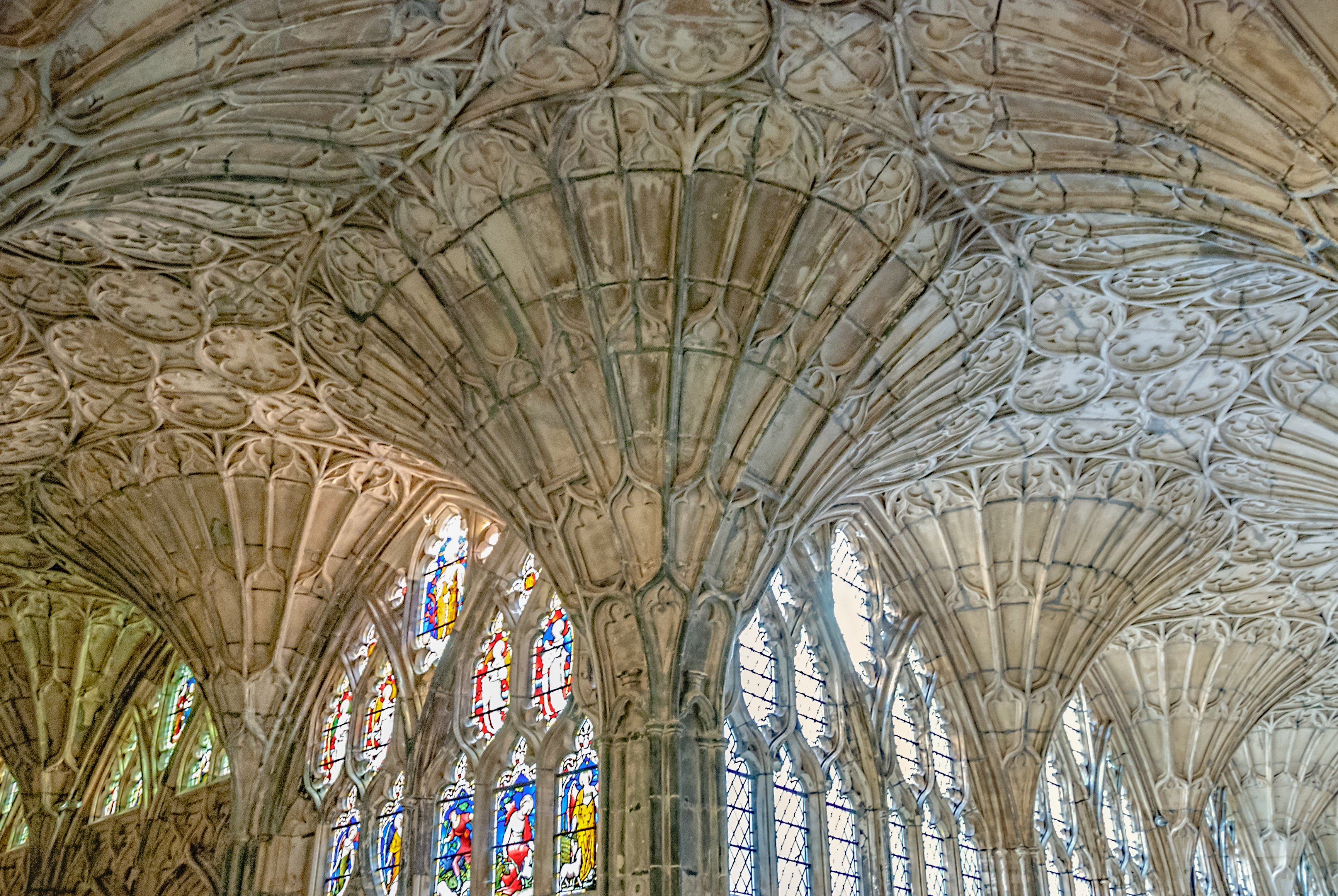
Voûtes en éventail du Grand Cloître, de style perpendiculaire.

## Culture populaire
La cathédrale a aussi accueilli les tournages des films Harry Potter, en devenant l'école de sorcellerie et de magie Poudlard.